# Joost de Moor

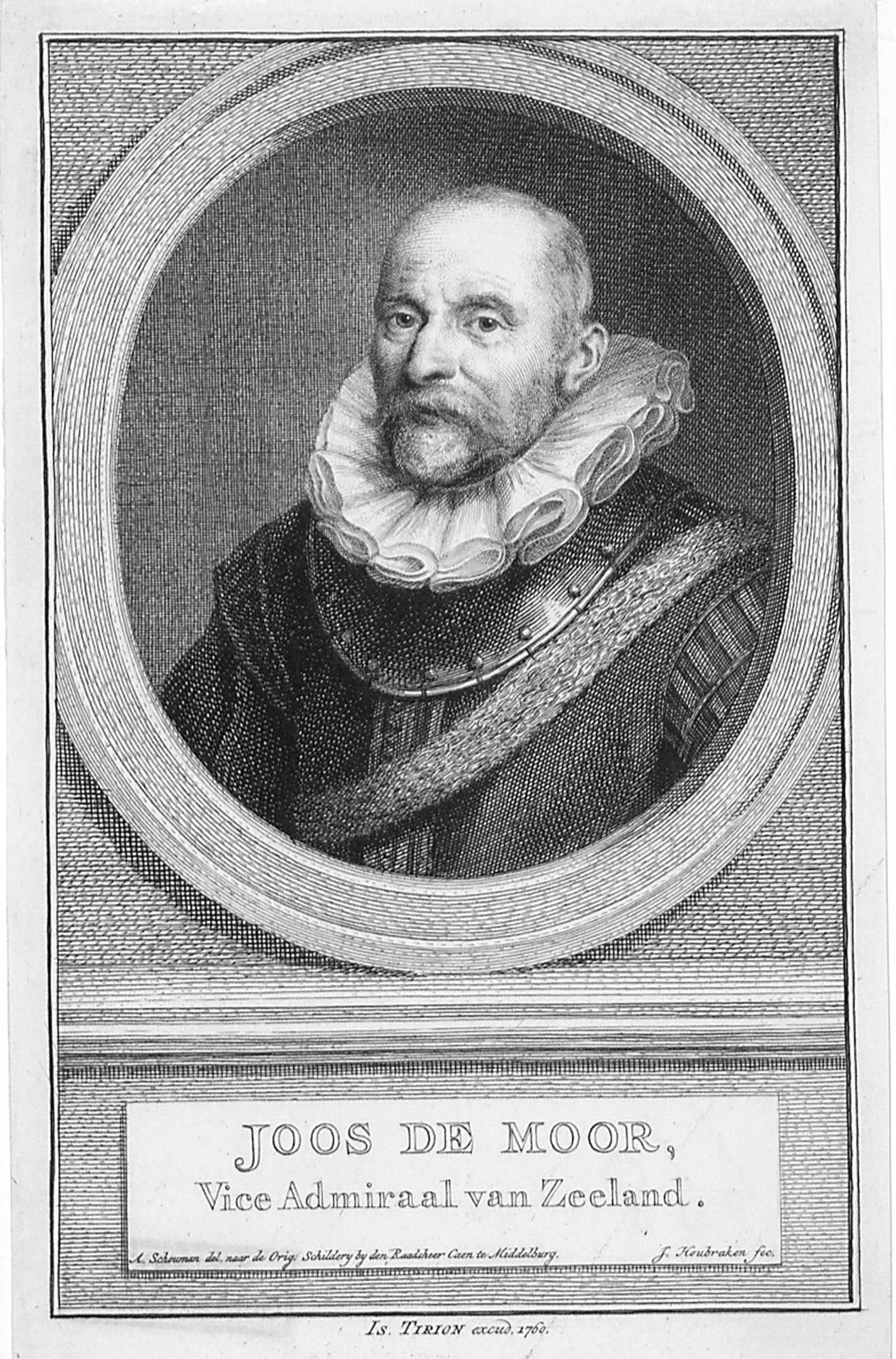
Joos de Moor

Joost of Joos de Moor, ook wel Joos de Momper geheten, (circa 1548 - Vlissingen 18 februari 1618) was een Nederlands viceadmiraal uit de 16e eeuw.
Joos was de zoon van Jan de Moor, de eerste viceadmiraal van Vlissingen. 

## Vlissingen
In 1572 was hij als kapitein betrokken bij de eerste acties van de watergeuzen bij Vlissingen. Op 27 mei 1573 sneuvelde zijn vader. Joos vocht dat jaar en in 1574 tegen de Spaanse vloot bij Lillo en Reimerswaal tijdens het beleg van Fort Rammekens; hij hielp bij het ontzet van Leiden. Op 1 oktober 1586 werd hij benoemd tot viceadmiraal van Vlissingen en zo werd hij in 1597 de eerste viceadmiraal van de nieuwe Admiraliteit van Zeeland.

## Zeeslagen
In 1588 blokkeerde hij Alexander Farnese in Duinkerke zodat diens leger niet door de Spaanse Armada naar Engeland kon worden overgezet. In 1600 ondersteunde hij het Staatse leger met een eskader bij de opmars die leidde tot de Slag bij Nieuwpoort. Op 26 mei 1603 versloeg en doodde hij in de Slag bij Sluis Frederico Spinola toen die met zijn acht galeien uit Sluis probeerde te breken; De Moors vlaggenschip was toen de Zwarte Galei. 

## Zonen
Zijn zoons waren marinekapiteins Josias de Moor en Abraham de Moor, zijn kleinzoon luitenant Cornelis de Moor. Allen vielen in de strijd.